# Biuletyn EBIB
Biuletyn EBIB (dawniej Elektroniczny Biuletyn Informacyjny Bibliotekarzy) – czasopismo open access wychodzące w latach 1999–2024 tylko w postaci elektronicznej i było dostępne on-line. 

## Historia
Pismo nie miało wersji drukowanej, przeznaczone było dla bibliotekarzy, specjalistów informacji oraz dla wszystkich osób zainteresowanych problematyką bibliotekarskiej profesji, informacji naukowej, technologii informacyjnych. Czasopismo udostępnia wszystkie swoje artykuły zgodnie z ideą open access, tzn. bez restrykcji i opłat na wolnej licencji Creative Commons Uznanie Autorstwa.
Pomysł wydania pisma, którego autorem był bibliotekarz BUW Zbigniew Zakrzewski pojawił się w 1998 roku na łamach listy dyskusyjnej INFOBIB-L@man.torun.pl. Pierwsze wydania opracował Aleksander Radwański, a pismo zostało umieszczone na serwerze biblioteki Ossolineum we Wrocławiu. Po raz pierwszy redakcja pisma zebrała się w Bibliotece Narodowej w Warszawie 29 stycznia 1999 roku. W skład zespołu weszli: Anna Filipowicz (Biblioteka Narodowa),  Anna Komperda (Politechnika Wrocławska), Marzena Marcinek (Politechnika Krakowska), Szymon Matuszewski (Wojskowa Akademia Techniczna), Bożena Bednarek (Uniwersytet Mikołaja Kopernika w Toruniu), Anna Osiewalska (Akademia Ekonomiczna w Krakowie), Urszula Puszkiewicz (Uniwersytet Białostocki), Aleksander Radwański (Ossolineum), Stanisław Skórka (Wyższa Szkoła Pedagogiczna w Krakowie), Zbigniew Zakrzewski (Uniwersytet Warszawski).   
Pierwszy numer pisma ukazał się 1 kwietnia 1999 roku, a jego wydawcami byli wolontariusze, który najpierw działali niezależnie, potem w latach 2001–2010 w strukturze Stowarzyszenia Bibliotekarzy Polskich, a potem jako Stowarzyszenie EBIB. Poruszało problemy m.in. bibliotek, w tym bibliotek cyfrowych, digitalizacji, szeroko pojętego zagadnienia informacji, Internetu czy teorii komunikacji, ale także czytelnictwa, technologii informacyjnych itp. 31 grudnia 2024 roku Stowarzyszenie EBIB zakończyło działalność, a numer 4 był ostatnim numerem Biuletynu. W latach 1999–2024 ukazało się 215 numerów Biuletynu. 
Czasopismo może stanowić uzupełnienie wiedzy zdobywanej w ramach studiów bibliotekoznawstwa i informacji naukowej.

## Redaktorzy naczelni
- Szymon Matuszewski (1999–2000)[1]
- Aleksander Radwański (2000)[1]
- Bożena Bednarek-Michalska (2001–2017)[4]
- Lidia Derfert-Wolf (2017–2024 )[5][6]